# Сен-Люс, Тео
Тео́ Сен-Люс (фр. Théo Sainte-Luce; род. 20 октября 1998, Шони) — французский футболист гваделупского происхождения, защитник клуба «Монпелье».

## Клубная карьера
Сен-Люс — воспитанник клуба «Ним». 9 апреля 2019 года в матче против «Ренна» он дебютировал во французской Лиге 1. 29 октября в матче Кубка Французской лиги против «Ланса» он забил дебютный гол за «крокодилов». В январе 2020 года на правах аренды перешёл в «Газелек» из Аяччо. 24 января в матче против «Тулона» он дебютировал в третьем французском дивизионе. Выступал в аренде за «Ред Стар».
23 мая 2022 года подписал предварительный контракт с «Монпелье». 1 июля официально стал игроком клуба. 7 августа в матче против «Труа» Сен-Люс дебютировал за «Монпелье» и забил дебютный гол. 31 августа в поединке против «Аяччо» получил разрыв крестообразной связки, восстановление заняло около 6 месяцев.